# 足羽山公園口駅
足羽山公園口駅（あすわやまこうえんぐちえき）は、福井県福井市毛矢にある、福井鉄道福武線の停留場である。駅番号はF20。

## 歴史
- 1933年（昭和8年）10月15日：福武電気鉄道の福井新駅（現・赤十字前駅） - 福井駅前駅（現・福井駅停留場）開業に伴い、毛矢町駅（けやまちえき）として開業[1][2][3]。
- 1945年（昭和20年）8月1日：福井鉄道の設立に伴い、同社の福武線の停留場となる[2]。
- 1962年（昭和37年）4月1日：木田四ツ辻（現在の商工会議所前駅）方に100m移転し、駅名を公園口駅（こうえんぐちえき）に改称[3]。
- 2015年（平成27年）3月31日：旧停留場と場所を入れ替える形で、新停留場の供用開始[4]。
- 2016年（平成28年）3月27日：駅名を足羽山公園口駅に改称。同日のダイヤ改正で急行停車駅に昇格[5]。

## 停留場構造
千鳥配置となっている相対式ホーム（安全地帯）2面2線を有する停留場である。上りホームは商工会議所前寄りに、下りホームは福井城址大名町寄りに、毛矢交差点を挟む形で離れている。なお、旧停留場は現在と逆の配置となっていた。
| のりば | 路線                               | 方向 | 行先                           |
| ------ | ---------------------------------- | ---- | ------------------------------ |
| 西側   | ■福武線 （フェニックス田原ライン） | 下り | 福井駅・田原町方面             |
| 東側   | ■福武線 （フェニックス田原ライン） | 上り | 赤十字前・西鯖江・たけふ新方面 |

## 停留場周辺
駅は福井県道28号福井朝日武生線（フェニックス通り）上にある。南側も隣接駅が至近距離のため駅勢圏の平地は狭いが、商店やオフィス、住宅が密集する。
- 興和江守本社
- 足羽山公園（福井市足羽山公園遊園地併設） - 当駅の由来となっている。
  - 福井市自然史博物館
  - 福井市橘曙覧記念文学館
  - 福井市愛宕坂茶道美術館
  - 福井市水道記念館
- 左内公園 - 橋本左内の墓所および銅像がある。
- 足羽川・足羽川桜並木

## 隣の停留場
福井鉄道
■福武線
■急行（朝の一部列車）・■臨時急行
通過
■急行（上記以外）・■区間急行・■普通
商工会議所前駅 (F19) - 足羽山公園口駅 (F20) - 福井城址大名町駅 (F21)